# Арделяну, Георгий Данилович
Георгий Данилович Арделяну (09.11.1925 — 1981) — бригадир комплексной бригады Бельцкого межрайонного строительного треста, Герой Социалистического Труда (09.08.1958).
Родился 9 ноября 1925 года в селе Путинешты Бельцкого уезда (сейчас Флорештский район Молдавии).
В 1943—1949 гг. служил в армии, участник войны, сабельник 214 кп 63 кд 5 гв. кк 3 УкрФ. Награждён медалью «За отвагу» (18.01.1945) (в приказе фамилия Ардельянов).
После демобилизации работал каменщиком в Бельцком межрайонном строительном тресте, с 1952 года бригадир комплексной бригады.
Внедрил ряд рационализаторских предложений по усовершенствованию методов строительства. Повысил уровень механизации за счёт увеличения коэффициента сменности в работе башенных кранов, бульдозеров и другой техники. В результате его бригада из года в год перевыполняла производственные задания и социалистические обязательства.
Первый молдавский строитель, удостоенный звания Героя Социалистического Труда (09.08.1958).
Член КПСС с 1952 года, член ЦК Компартии Молдавии, делегат XXI съезда КПСС (1959).
Избирался депутатом и членом Президиума Верховного Совета Молдавской ССР 5-го и 6-го созывов. Почётный гражданин города Бельцы.
Умер в Бельцах в 1981 году. Похоронен на городском кладбище.
Сочинения:
- Хорошая профессия — строитель [Текст] / Георгий Арделяну, Герой Соц. Труда; (Лит. запись П. Сиркеса). — Кишинев : Картя молдовеняскэ, 1961. — 41 с. : ил.; 20 см.